# Prionapteryx
Prionapteryx é um gênero de mariposa pertencente à família Crambidae.